# Estisch voetbalelftal in 1997
Het Estisch voetbalelftal speelde in totaal zestien officiële interlands in het jaar 1997, waaronder acht wedstrijden in de kwalificatiereeks voor de WK-eindronde 1998 in Frankrijk. De ploeg stond voor het tweede opeenvolgende jaar onder leiding van de IJslandse bondscoach Teitur Þórðarson, de opvolger van de eind 1995 weggestuurde Roman Ubakivi. Op de in 1993 geïntroduceerde FIFA-wereldranglijst steeg Estland in 1997 van de 102de (januari 1997) naar de 100ste plaats (december 1997). Twee spelers kwamen in alle zestien duels in actie, van de eerste tot en met de laatste minuut: verdediger Urmas Kirs en middenvelder Marko Kristal.

## Balans
| Wedstrijden | Wedstrijden | Wedstrijden | Wedstrijden | Doelpunten | Doelpunten | Doelpunten | Punten |
| Gespeeld    | Winst       | Gelijk      | Verlies     | Voor       | Tegen      | Saldo      | Punten |
| ----------- | ----------- | ----------- | ----------- | ---------- | ---------- | ---------- | ------ |
| 16          | 4           | 1           | 11          | 13         | 24         | –11        | 0.563  |

## Interlands
|                                                       |                                    |       |         |                                                                                   |
| 26 januari Vriendschappelijk № 163 «onderlinge duels» | Libanon                            | 2 – 0 | Estland | Beiroet Stadion, Beiroet Toeschouwers: 10.000 Scheidsrechter: Taleb Ramadan (LIB) |
| 26 januari Vriendschappelijk № 163 «onderlinge duels» | Papken Malikian 75' Wael Nazha 82' |       |         | Beiroet Stadion, Beiroet Toeschouwers: 10.000 Scheidsrechter: Taleb Ramadan (LIB) |

|                                                      |         |       |           |                                                                                        |
| 11 februari WK-kwalificatie № 164 «onderlinge duels» | Estland | 0 – 0 | Schotland | Stade Louis II, Monte Carlo Toeschouwers: 3.766 Scheidsrechter: Miroslav Radoman (YUG) |
| 11 februari WK-kwalificatie № 164 «onderlinge duels» |         |       |           | Stade Louis II, Monte Carlo Toeschouwers: 3.766 Scheidsrechter: Miroslav Radoman (YUG) |

|                                                    |                                       |       |              |                                                                                |
| 1 maart Vriendschappelijk № 165 «onderlinge duels» | Estland                               | 2 – 0 | Azerbeidzjan | GSZ Stadium, Larnaca Toeschouwers: 50 Scheidsrechter: Antonis Panayiotou (CYP) |
| 1 maart Vriendschappelijk № 165 «onderlinge duels» | Marko Kristal 35' Indrek Zelinski 76' |       |              | GSZ Stadium, Larnaca Toeschouwers: 50 Scheidsrechter: Antonis Panayiotou (CYP) |

|                                                   |                                    |       |         |                                                                                   |
| 29 maart WK-kwalificatie № 166 «onderlinge duels» | Schotland                          | 2 – 0 | Estland | Rugby Park, Kilmarnock Toeschouwers: 17.966 Scheidsrechter: Bernd Heynemann (GER) |
| 29 maart WK-kwalificatie № 166 «onderlinge duels» | Tom Boyd 25' Janek Meet 52' (e.d.) |       |         | Rugby Park, Kilmarnock Toeschouwers: 17.966 Scheidsrechter: Bernd Heynemann (GER) |

|                                                   |                                   |       |         |                                                                                     |
| 30 april WK-kwalificatie № 167 «onderlinge duels» | Oostenrijk                        | 2 – 0 | Estland | Ernst-Happel-Stadion, Wenen Toeschouwers: 27.500 Scheidsrechter: Amand Ancion (BEL) |
| 30 april WK-kwalificatie № 167 «onderlinge duels» | Ivica Vastic 48' Peter Stöger 87' |       |         | Ernst-Happel-Stadion, Wenen Toeschouwers: 27.500 Scheidsrechter: Amand Ancion (BEL) |

|                                                 |                    |       |                                                                           |                                                                                     |
| 18 mei WK-kwalificatie № 168 «onderlinge duels» | Estland            | 1 – 3 | Letland                                                                   | Kadrioru Stadion, Tallinn Toeschouwers: 2.500 Scheidsrechter: Darko Cvitkovic (CRO) |
| 18 mei WK-kwalificatie № 168 «onderlinge duels» | Indrek Zelinski 5' |       | 53' Vladimirs Babičevs 80' Aleksandrs Jelisejevs 87' (e.d.) Marek Lemsalu | Kadrioru Stadion, Tallinn Toeschouwers: 2.500 Scheidsrechter: Darko Cvitkovic (CRO) |

|                                                   |                |       |              |                                                                                          |
| 4 juni Vriendschappelijk № 169 «onderlinge duels» | Estland        | 1 – 0 | Azerbeidzjan | Viljandi linnastaadion, Viljandi Toeschouwers: 1.500 Scheidsrechter: Romans Lajuks (LAT) |
| 4 juni Vriendschappelijk № 169 «onderlinge duels» | Urmas Kirs 73' |       |              | Viljandi linnastaadion, Viljandi Toeschouwers: 1.500 Scheidsrechter: Romans Lajuks (LAT) |

|                                                 |                                   |       |                                                           |                                                                                    |
| 8 juni WK-kwalificatie № 170 «onderlinge duels» | Estland                           | 2 – 3 | Zweden                                                    | Kadrioru Stadion, Tallinn Toeschouwers: 2.500 Scheidsrechter: Ryszard Wójcik (POL) |
| 8 juni WK-kwalificatie № 170 «onderlinge duels» | Andres Oper 74' Marko Kristal 84' |       | 14' Martin Dahlin 53' Pär Zetterberg 71' Kennet Andersson | Kadrioru Stadion, Tallinn Toeschouwers: 2.500 Scheidsrechter: Ryszard Wójcik (POL) |

|                                                    |                                                                     |       |                    |                                                                                  |
| 22 juni Vriendschappelijk № 171 «onderlinge duels» | Estland                                                             | 4 – 1 | Andorra            | Linnastaadion, Kuressaare Toeschouwers: 932 Scheidsrechter: Jarmo Karhunen (FIN) |
| 22 juni Vriendschappelijk № 171 «onderlinge duels» | Indrek Zelinski 22' Marek Lemsalu 28' Andres Oper 66' Mati Pari 88' |       | 67' Idelfonso Lima | Linnastaadion, Kuressaare Toeschouwers: 932 Scheidsrechter: Jarmo Karhunen (FIN) |

|                                            |                                                  |       |                 |                                                                                 |
| 9 juli Baltic Cup № 172 «onderlinge duels» | Litouwen                                         | 2 – 1 | Estland         | Žalgiris Stadion, Vilnius Toeschouwers: 300 Scheidsrechter: Romans Lajuks (LAT) |
| 9 juli Baltic Cup № 172 «onderlinge duels» | Igoris Morinas 35' Dainius Suliauskas 69' (pen.) |       | 77' Martin Reim | Žalgiris Stadion, Vilnius Toeschouwers: 300 Scheidsrechter: Romans Lajuks (LAT) |

|                                             |                   |       |                                          |                                                                                      |
| 10 juli Baltic Cup № 173 «onderlinge duels» | Estland           | 1 – 2 | Letland                                  | Žalgiris Stadion, Vilnius Toeschouwers: 150 Scheidsrechter: Algirdas Dubinskas (LTU) |
| 10 juli Baltic Cup № 173 «onderlinge duels» | Marko Kristal 15' |       | 30' Vladimirs Babičevs 50' Marian Pahars | Žalgiris Stadion, Vilnius Toeschouwers: 150 Scheidsrechter: Algirdas Dubinskas (LTU) |

|                                                       |         |                                              |         |                                                                            |
| 6 augustus Vriendschappelijk № 174 «onderlinge duels» | Estland | 0 – 2                                        | Faeröer | Tamme Staadion, Tartu Toeschouwers: 500 Scheidsrechter: Leif Sundell (SWE) |
| 6 augustus Vriendschappelijk № 174 «onderlinge duels» |         | 47' Jens Erik Rasmussen 70' Jan Allan Müller |         | Tamme Staadion, Tartu Toeschouwers: 500 Scheidsrechter: Leif Sundell (SWE) |

|                                                      |         |                                                    |            |                                                                                       |
| 20 augustus WK-kwalificatie № 175 «onderlinge duels» | Estland | 0 – 3                                              | Oostenrijk | Kadrioru Stadion, Tallinn Toeschouwers: 1.600 Scheidsrechter: Georgios Fassolis (GRE) |
| 20 augustus WK-kwalificatie № 175 «onderlinge duels» |         | 47' Toni Polster 69' Toni Polster 88' Toni Polster |            | Kadrioru Stadion, Tallinn Toeschouwers: 1.600 Scheidsrechter: Georgios Fassolis (GRE) |

|                                                      |                               |       |         |                                                                               |
| 6 september WK-kwalificatie № 176 «onderlinge duels» | Letland                       | 1 – 0 | Estland | Daugava Stadion, Riga Toeschouwers: 2.500 Scheidsrechter: Otar Guntadze (GEO) |
| 6 september WK-kwalificatie № 176 «onderlinge duels» | Mihails Zemļinskis 87' (pen.) |       |         | Daugava Stadion, Riga Toeschouwers: 2.500 Scheidsrechter: Otar Guntadze (GEO) |

|                                                     |                    |       |         |                                                                                         |
| 11 oktober WK-kwalificatie № 177 «onderlinge duels» | Zweden             | 1 – 0 | Estland | Råsunda Stadion, Stockholm Toeschouwers: 18.702 Scheidsrechter: Stefan Ormandjiev (BUL) |
| 11 oktober WK-kwalificatie № 177 «onderlinge duels» | Pär Zetterberg 25' |       |         | Råsunda Stadion, Stockholm Toeschouwers: 18.702 Scheidsrechter: Stefan Ormandjiev (BUL) |

|                                                        |            |                   |         |                                                                                        |
| 27 november Vriendschappelijk № 178 «onderlinge duels» | Filipijnen | 0 – 1             | Estland | Rizal Memorial Stadion, Manilla Toeschouwers: 3.000 Scheidsrechter: Jerry Andres (PHI) |
| 27 november Vriendschappelijk № 178 «onderlinge duels» |            | 46' Marko Kristal |         | Rizal Memorial Stadion, Manilla Toeschouwers: 3.000 Scheidsrechter: Jerry Andres (PHI) |

## FIFA-wereldranglijst
| JAN | FEB | MAR | APR | MEI | JUN | JUL | AUG | SEP | OKT | NOV | DEC |
| --- | --- | --- | --- | --- | --- | --- | --- | --- | --- | --- | --- |
| 102 | 104 | 104 | 96  | 101 | 99  | 100 | 101 | 102 | 102 | 103 | 100 |

## Hõbepall
Sinds 1995 reiken Estische voetbaljournalisten, verenigd in de Eesti Jalgpalliajakirjanike Klubi, jaarlijks een prijs uit aan een speler van de nationale ploeg die het mooiste doelpunt maakt. In het derde jaar ging de Zilveren Bal (Hõbepall) opnieuw naar Martin Reim voor zijn treffer in het duel tegen Litouwen, gemaakt op 9 juli. Reim won eerder in 1995.

## Statistieken
| Mart Poom            | 1972-02-03 | Derby County        | 11 | 1 | 0 | 58 | 0  |
| Martin Kaalma        | 1977-04-14 | Lelle SK            | 2  | 0 | 0 | 3  | 0  |
| Ain Tammus           | 1969-07-15 | JK Vall Tallinn     | 2  | 0 | 0 |    |    |
| Toomas Tohver        | 1973-04-24 | JK Vall Tallinn     | 1  | 0 | 0 | 7  | 0  |
| Verdediging          |            |                     |    |   |   |    |    |
| Urmas Kirs           | 1966-11-05 | FC Flora Tallinn    | 16 | 0 | 1 | 49 | 2  |
| Sergei Hohlov-Simson | 1972-04-22 | FC Flora Tallinn    | 14 | 0 | 0 |    |    |
| Marek Lemsalu        | 1972-11-24 | FC Flora Tallinn    | 13 | 0 | 1 |    |    |
| Janek Meet           | 1974-05-02 | FC Flora Tallinn    | 12 | 1 | 0 |    |    |
| Viktor Alonen        | 1969-03-23 | FC Flora Tallinn    | 11 | 1 | 0 |    |    |
| Raivo Nõmmik         | 1977-02-11 | FC Flora Tallinn    | 5  | 3 | 0 |    |    |
| Urmas Rooba          | 1978-07-08 | FC Flora Tallinn    | 2  | 1 | 0 |    |    |
| Gert Olesk           | 1973-08-08 | JK Tulevik Viljandi | 1  | 1 | 0 |    |    |
| Erko Saviauk         | 1977-10-20 | FC Flora Tallinn    | 0  | 3 | 0 | 3  | 0  |
| Teet Allas           | 1977-06-02 | JK Tulevik Viljandi | 0  | 2 | 0 |    |    |
| Middenveld           |            |                     |    |   |   |    |    |
| Marko Kristal        | 1973-06-02 | FC Flora Tallinn    | 16 | 0 | 4 |    |    |
| Martin Reim          | 1971-05-14 | FC Flora Tallinn    | 15 | 1 | 1 |    |    |
| Meelis Rooba         | 1977-04-20 | Lelle SK            | 6  | 7 | 0 |    |    |
| Liivo Leetma         | 1977-01-20 | JK Tulevik Viljandi | 4  | 7 | 0 |    |    |
| Sergei Terehhov      | 1975-04-18 | FC Flora Tallinn    | 4  | 1 | 0 | 5  | 0  |
| Mati Pari            | 1974-09-04 | FC Flora Tallinn    | 3  | 4 | 1 |    |    |
| Aivar Anniste        | 1980-02-18 | Lelle SK            | 0  | 1 | 0 | 1  | 0  |
| Eigo Mägi            | 1974-08-20 | Lelle SK            | 0  | 1 | 0 | 1  | 0  |
| Maksim Smirnov       | 1979-12-28 | FC Flora Tallinn    | 0  | 1 | 0 | 1  | 0  |
| Aanval               |            |                     |    |   |   |    |    |
| Andres Oper          | 1977-11-07 | FC Flora Tallinn    | 13 | 1 | 2 |    |    |
| Kristen Viikmäe      | 1979-02-10 | FC Flora Tallinn    | 11 | 4 | 0 |    |    |
| Indrek Zelinski      | 1974-11-13 | FC Flora Tallinn    | 10 | 4 | 3 | 30 | 10 |
| Argo Arbeiter        | 1973-12-05 | JK Tulevik Viljandi | 4  | 7 | 0 |    |    |
| Tarmo Saks           | 1975-11-06 | Lelle SK            | 0  | 2 | 0 |    |    |

EJL · A-internationals · Bondscoaches · Statistieken · Estisch vrouwenelftal · Olympisch elftal · Estland U21 · Estland U20 · Estland U19 · Estland U18 · Estland U17 · Estland U16
1920 – 1929 ·
1930 – 1939 ·
1940 – 1949 ·
1950 – 1990 · 
1990 – 1999 ·
2000 – 2009 ·
2010 – 2019 ·
2020 − 2029
OS 1924
1920 ·
1921 ·
1922 ·
1923 ·
1924 ·
1925 ·
1926 ·
1927 ·
1928 ·
1929 · 
1930 · 
1931 · 
1932 · 
1933 · 
1934 · 
1935 · 
1936 · 
1937 · 
1938 · 
1939 · 
1940 · 
1941 · 
1942 · 
1943 · 1944 · 
1945 · 
1946 · 
1947 · 
1948 · 
1949 · 
1950 – 1990 · 
1991 · 
1992 · 
1993 · 
1994 · 
1995 · 
1996 · 
1997 · 
1998 · 
1999 · 
2000 · 
2001 · 
2002 · 
2003 · 
2004 · 
2005 · 
2006 · 
2007 · 
2008 · 
2009 · 
2010 · 
2011 · 
2012 · 
2013 · 
2014 · 
2015 · 
2016 ·
2017 ·
2018 ·
2019 ·
2020
Albanië ·
Andorra ·
Angola ·
Antigua en Barbuda ·
Argentinië ·
Armenië ·
Azerbeidzjan ·
België ·
Bosnië-Herzegovina ·
Brazilië ·
Bulgarije ·
Canada ·
Chili ·
China ·
Cyprus ·
Denemarken ·
Duitsland ·
Ecuador ·
Egypte ·
El Salvador ·
Engeland ·
Equatoriaal-Guinea ·
Faeröer ·
Fiji ·
Filipijnen ·
Finland ·
Frankrijk ·
Georgië · 
Gibraltar ·
Griekenland ·
Hongarije ·
Hongkong ·
Ierland ·
IJsland ·
Indonesië ·
Irak ·
Israël ·
Italië ·
Jordanië ·
Kazachstan ·
Kirgizië ·
Kroatië ·
Letland ·
Libanon ·
Liechtenstein ·
Litouwen ·
Luxemburg ·
Malta ·
Marokko ·
Mexico ·
Moldavië ·
Montenegro ·
Nederland ·
Nieuw-Caledonië ·
Nieuw-Zeeland ·
Noord-Ierland ·
Noord-Macedonië ·
Noorwegen ·
Oekraïne ·
Oezbekistan ·
Oman ·
Oostenrijk ·
Polen ·
Portugal ·
Qatar ·
Roemenië ·
Rusland ·
Saint Kitts en Nevis ·
San Marino ·
Saoedi-Arabië ·
Schotland ·
Servië ·
Slovenië ·
Slowakije · 
Spanje ·
Tadzjikistan ·
Thailand ·
Trinidad en Tobago ·
Tsjechië ·
Turkije ·
Turkmenistan ·
Uruguay ·
Vanuatu ·
Venezuela ·
Verenigde Arabische Emiraten ·
Verenigde Staten ·
Vietnam ·
Wales ·
Wit-Rusland ·
Zweden ·
Zwitserland